# Ampelákia (ort i Grekland, Thessalien)
Ampelákia är en ort i Grekland.   Den ligger i prefekturen Nomós Larísis och regionen Thessalien, i den centrala delen av landet, 230 km norr om huvudstaden Aten. Ampelákia ligger 371 meter över havet och antalet invånare är 470.
Terrängen runt Ampelákia är kuperad åt sydost, men åt nordväst är den bergig. Terrängen runt Ampelákia sluttar västerut. Runt Ampelákia är det glesbefolkat, med 14 invånare per kvadratkilometer. Närmaste större samhälle är Gónnoi, 6,9 km väster om Ampelákia. I omgivningarna runt Ampelákia växer i huvudsak blandskog.